# 下蜀镇
下蜀镇，是中华人民共和国江苏省鎮江市句容市下辖的一个乡镇级行政单位。境内的句容监狱、下蜀茶场、市棉花原种场是或曾经是句容市的类似乡级单位。

## 行政区划
下蜀镇下辖以下地区：
下蜀社区、桥头社区、下蜀村、祝里村、六里村、沙地村、新村、桥头村、裕课村、亭子村、空青村和华山村。